# Invincible (OneRepublic)
Invincible (from Kaiju No.8)  è un singolo del gruppo musicale statunitense OneRepublic, pubblicato il 18 aprile 2025. Un brano scritto per il famosissimo manga giapponese "Kaiju No.8” e che vede la band, per la seconda volta, dedicarsi alla scrittura di un brano internazionale per la colonna sonora di un anime dopo “Nobody”.

## Tracce
1. Invincible – 2:35

## Il singolo
Dopo il successo globale di “Nobody (Kaiju No. 8 ED theme)“, primo brano internazionale scritto appositamente per la sigla di una serie animata giapponese, la band rinnova la propria partecipazione al progetto narrativo di Kaiju No. 8, con un nuovo singolo che ne amplifica le atmosfere epiche e interiori.
Invincible è infatti parte integrante dell’episodio speciale Kaiju No. 8: Mission Recon, dedicato al popolarissimo personaggio di Hoshina.